# Championnat de Lettonie masculin de handball
Le Championnat de Lettonie masculin de handball ou Virslīgā est le plus haut niveau des clubs masculins de handball en Lettonie.

## Palmarès
Le palmarès est, :
- 1991-1992 Celtnieks Rīga
- 1992-1993 A&T
- 1993-1994 A&T
- 1994-1995 RVR/UV Centrs
- 1995-1996 Dambis/ASK
- 1996-1997 Dambis/ASK
- 1997-1998 Dambis/ASK
- 1998-1999 HSK Tenax/Volvo Truck (en)
- 1999-2000 HK ASK Riga
- 2000-2001 HK ASK Riga
- 2001-2002 HK ASK Riga
- 2002-2003 HK ASK Riga
- 2003-2004 HK ASK Riga
- 2004-2005 HK ASK Riga
- 2005-2006 HK ASK Riga
- 2006-2007 HK ASK Riga
- 2007-2008 HK ASK Riga
- 2008-2009 HK ASK Riga
- 2009-2010 HK LSPA Riga
- 2010-2011 HK LSPA Riga
- 2011-2012 SK Latgols
- 2012-2013 SK Latgols
- 2013-2014 ZRHK Tenax Dobele (en)
- 2014-2015 ZRHK Tenax Dobele (en)
- 2015-2016 ZRHK Tenax Dobele (en)
- 2016-2017 Celtnieks Rīga
- 2017-2018 ZRHK Tenax Dobele (en)
- 2018-2019 ZRHK Tenax Dobele (en)
- 2019-2020 arrêté
- 2020-2021 ZRHK Tenax Dobele (en)
- 2021-2022 ZRHK Tenax Dobele (en)
- 2022-2023 ZRHK Tenax Dobele (en)
- 2023-2024 ZRHK Tenax Dobele (en)

## Bilan par club
- HK ASK Riga (14) : 1995, 1996, 1997, 1998, 2000, 2001, 2002, 2003, 2004, 2005, 2006, 2007, 2008, 2009
- ZRHK Tenax Dobele (en) (10) : 1999, 2014, 2015, 2016, 2018, 2019, 2021, 2022, 2023, 2024